# Phil Parkes
Philip ("Phil") Benjamin Neil Frederick Parkes (Sedgley, 8 augustus 1950) is een voormalige Engels voetballer die gedurende zijn carrière onder andere uitkwam voor Queens Park Rangers en West Ham United. Daarnaast kwam hij ook eenmaal in actie voor het Engels voetbalelftal.

## Carrière
Phil Parkes begon met voetballen bij Walsall FC waar hij in 1968 profvoetballer werd. In juni 1970 maakte hij de overstap naar Queens Park Rangers. Zijn eerste wedstrijd voor die club was tegen Leicester City op 22 augustus 1970. Hij maakte deel uit van het team van trainer Dave Sexton dat in 1974 tweede werd in de FA Cup. In dat jaar speelde hij ook zijn enige wedstrijd voor het Engels voetbalelftal tegen Portugal. Vijf jaar later maakte hij de overstap naar stadsgenoot West Ham United.
Met West Ham wist hij in 1980 wel de FA Cup te winnen. Het jaar daarop verloor hij wel de League Cupfinale van Liverpool FC. Hij vertrok uiteindelijk na elf jaar gevoetbald te hebben in Londen naar Ipswich Town. Daar speelde hij slechts drie wedstrijden voor hij stopte met keepen en begon met een trainerscarrière.

## Erelijst
West Ham United
- FA Cup: 1980
- Football League Second Division: 1980/81